# Bogdan Barszczyński
Bogdan Grzegorz Barszczyński (ur. 12 października 1947) – polski działacz partyjny i samorządowy, menedżer, w latach 1978–1981 prezydent Radomia.

## Życiorys
Syn Władysława. W okresie PRL związany z Polską Zjednoczoną Partią Robotniczą. Od 1978 do marca 1981 pełnił funkcję prezydenta Radomia, utracił stanowisko wraz z kilkoma innymi notablami na fali postulatów zgłaszanych przez Jacka Jerza i środowisko NSZZ „Solidarność”. W III RP kontynuował działalność polityczną w ramach Sojuszu Lewicy Demokratycznej i Nowej Lewicy, będąc m.in. szefem koła i członkiem władz partii w Radomiu. Zasiadał w radomskiej radzie miejskiej w kadencji 1998–2002, ubiegał się o ponowny wybór do tego gremium w 2002 i 2010. Był szefem radomskiego sztabu Roberta Biedronia przed wyborami prezydenckimi w 2020.
Po 1989 pełnił funkcję wspólnika i członka zarządu różnych spółek, m.in. Radomskich Zakładów Garbarskich. Został także działaczem gospodarczym.

## Odznaczenia
W 1997 odznaczony Krzyżem Kawalerskim Orderu Odrodzenia Polski za wybitne zasługi dla rozwoju gospodarki.